# Koniorczyk Borbála
Koniorczyk Borbála (1986. január 30. –) magyar urbanista, kulturális szakember, a Hosszúlépés. Járunk? városi séta-szervező cég társalapítója és ügyvezetője.

## Tanulmányai
Felsőfokú tanulmányait az Eötvös Loránd Tudományegyetem nemzetközi kapcsolatok szakán és az University College London urbanisztika mesterkurzusán végezte 2005-2012 között. Vendéghallgatóként részt vett a párizsi Sciences Po urbanisztikai kurzusán.

## hosszúlépés.járunk?
Koniorczyk Borbála és férje, Merker Dávid 2013-as alapítása óta közösen vezetik a hosszúlépés.járunk? városi séta-szervező céget. A cég évente mintegy 800 sétát szervez. A hosszúlépés.járunk? sétái között megtalálható az Aczél György nyomában Újlipótvárosban, a nyilasterrort feldolgozó Véresmajor, a Liszt Ferenc Nemzetközi Repülőtér bezárt 1-es terminálját bejáró Ablak a világra, a Hegyen-völgyön, Gyermekvasúton, a Cseh Tamás nyomában Budán, a Te fogalom, te édes szó, Gerbeaud. 
2019-ben a hosszúlépés.járunk? Wonder Woman Budapest néven a budapesti női szobrokért indított kampányt. Az akció célja az volt, hogy a szoborra méltó életpályájú nők életének bemutatásával, közönségszavazással, közterületi akcióval újabb női szobrok állítását érjék el. Az Wonder Woman Budapest részeként a hosszúlépés.járunk? 2020-ban szobrot avatott Budapest VII. kerületében Szenes Hanna tragikus sorsú magyar-izraeli hősnőnek. A Wonder Woman Budapest kezdeményezésért a hosszúlépés.járunk? elnyerte a 2020-as Highlights of Hungary Glamour&Good különdíját.
2021. decemberében megjelent a Hosszúlépés Budapesten, Koniorczyk Borbála és Merker Dávid első könyve. A Hosszúlépés Budapesten négy, virtuálisan és valóságosan is bejárható sétával mutatja be a főváros történetének egy-egy szeletét. A könyv a XXI. század kiadó gondozásában jelent meg. 